# José Martínez Lafós
José Martínez Lafós (Valencia, c. 1708-Orihuela, 1 de octubre de 1780) fue un compositor y maestro de capilla español.

## Vida
Se desconoce cuál fue la formación de José Martínez Lafós. Nació en Valencia, hacia 1708, y se debió formar en el  seminario de San Miguel de Valencia, del que salió como clérigo tonsurado directamente para ocupar el magisterio de la Catedral de Orihuela.
Tras el fallecimiento del maestro de capilla de la Catedral de Orihuela, Matías Navarro, en marzo de 1727, se nombró maestro provisional al contralto Antonio Pérez y a Vicente Segarra para que se encargara de la enseñanza de los infantes del coro. El 19 de mayo de 1729 se nombra por primera vez a José Martínez Lafós como maestro de capilla, sin mención de una convocatoria o unas oposiciones. No se le entrega el magisterio de forma definitiva hasta diciembre de ese año:

Decreverutn etiam: visto el memorial de Mosén Joseph Martínez Lafós, maestro de capilla electo de esta Santa Iglesia y en atención a que ya tiene presentadas las bulas de su capellanía y magisterio en el Real Consejo de Castilla y las esperan en el inmediato correo: que sede hoy entre a residir en el coro con las ropas prevenidas en el edicto, las mismas que usó su antecesor, con tal que desde luego que presente la bula hasta que tome posesión vaya [ilegible] sin entrar en el coro; y le asignan de la mensa por vía de salario la porción y emolumentos que pudiera ganar por razón de su capellanía hasta tanto tome la posesión de ella.
Actas capitulares de la Catedral de Orihuela, 19 de mayo de 1729

El salario de los músicos siguió siendo un problema con el nuevo maestro de capilla. El maestro mismo no tenía dinero cuando llegó y se le entregó una capellanía de forma interina «en atención a [...] su pobreza y cortos medios, interim se le da posesión de su capellanía [...]». En diciembre de 1729 conseguía las bulas que le daban la capellanía en posesión.
El magisterio de Martínez Lafós no fue sencillo debido a la conflictividad entre los músicos y el cabildo. El incidente más grave resultó en enero de 1730 en el encarcelamiento en la catedral de uno de los cantores de la capilla, Domingo Seguí. Parece que la desobediencia de Seguí llegó incluso a afectar al maestro, que fue a «coger del manto» al cantor. El cabildo tuvo que intervenir en el conflicto entre el maestro y sus músicos, así como en la falta participación de los músicos en las funciones eclesiásticas a las que estaban obligados. Un mes más tarde, en febrero, el maestro Martínez Lafós reúne a los músicos para inicial un pleito contra los prebendados. El cabildo informó inmediatamente al obispo y decidió reformar la estructura de la capilla: a los cantores Seguí y Joseph Santamaría se les concedió la porción del sochantre y este fue nombrado superintendente de la capilla, con poder de multar a los músicos sin necesidad de consultar al cabildo. En marzo se iniciaba la querella entre el cabildo y algunos de los músicos de la capilla, incluyendo a Martínez Lafós, centrándose en las atribuciones de gobierno y vigilancia de la capilla. Poco después se dio la razón a los músicos en la cuestión de las multas impuestas y las actuaciones judiciales del cabildo. Finalmente se consultó con la iglesia de Coria para que mediase en el conflicto.
A mediados de 1730 se recordó a Martínez Lafós sus obligaciones en la capilla, especialmente en lo concerniente a la enseñanza de los infantes. La responsabilidad del cuidado de los niños fue entregado al tenor Pedro Hernández. Y unos pocos meses después se le reclama que devuelva las obras musicales de Marías Navarro que mantenía en su casa.
Las disputas en y con la capilla de música continuaron al año siguiente. El 15 de octubre de 1731 el maestro Martínez Lafós fue detenido y encerrado en la propia catedral por «desatención» al deán.

Prisión del Maestro de Capilla.
Decreverunt etiam que por la desatención que tuo el Maestro de Capilla con el señor deán estando en el coro al tiempo de la misa de la Virgen el sábado pasado; [que] el deán pase recado para que a dicho Maestro de Capilla, que está detenido en su casa por dicho motivo. lo haga pasar el señor porvisor por medio de sus Nuncios a la reclusión que se ha dispuesto en esta santa Iglesia; y que para ello el señor Ruiz haga desocupar el cuarto que está en las capillas para que allí se ponga cerrado a dicho Maestro de Capilla, al cual se le borren todas las horas, distribuciones, misa y demás hasta otra orden del ilustre Cabildo y que este acuerdo se haga saber al mayordoma de rentas, al del punto y racional de las misas.
Actas capitulares de la Catedral de Orihuela, 15 de octubre de 1731

Fue liberado cuatro días después tras mostrar arrepentimiento y la intervención del propio deán.
En 1734 tiene lugar un incidente entre Martínez Lafós y el maestro José Pradas. Martínez Lafós formó parte del jurado de las oposiciones para el magisterio de la Iglesia Arciprestal de Nuestra Señora de la Asunción de Elche. Uno de los candidatos en las oposiciones era José Gargallo, que llevaba una recomendación de Pradas, a la sazón maestro de la Catedral de Valencia. Martínez Lafós, que al parecer no tenía buenas relaciones con los demás maestros de iglesias y catedrales valencianas, declaró a Gargallo como «inhábil». Gargallo trasladó la opinión de Lafós y sus ejercicios a los principales maestros y organistas valencianos, José Pradas, Pedro Vidal, Vicente Rodriguez, Jordi Rodríguez y Francisco Vicente. Los compositores consideraron el comentario de Martínez Lafós injusto y excesivametne riguroso, declarando a Gargallo apto como compositor. Gargallo informó a Martínez Lafós de estas opiniones y este último decidió responder con una carta circular a los maestros. Pradas respondió el 30 de mazo en una dura carta al oriolano, en la que lo califica de imprudente y le reprocha su falta de experiencia como examinador.
Los pleitos entre los músicos y el cabildo de Orihuela continuaron en los años siguientes, pero el nombre del maestro no aparece en las actas. En 1757 la responsabilidad sobre los infantes pasó de Pedro Sánchez a Sebastián Peñalba, siempre en colaboración con Martínez Lafós. En 1762 el maestro solicitó de forma definitiva que se le exonerase de la enseñanza de los infantes por su elevada edad. A pesar de ofrecerse a pagar al suplente de su propio salario, el cabildo se negó a aceptar la petición. Un año más tarde ya no pudo componer los villancicos por enfermedad y tuvo que recurrir a las obras del maestro Navarro. Entre 1764 y 1772 el cabildo discutió las obligaciones del maestro de capilla en diversas ocasiones. En 1771 Martínez Lafós designó, a petición del cabildo, a Francisco Sala, el capellán más antiguo de la capilla, para que lleve el compás de la música. Parece ser que su edad ya no le permitía realizar las funciones del maestro de capilla.
El 2 de octubre de 1780 se informa al cabildo del fallecimiento del maestro:

Vacante del magisterio de capilla.
En este día el señor deán hizo presente había fallecido don José Martínez Lafós, capellán real y maestro de capilla que había sido en este santa iglesia. Decreverunt: se dé cuenta a su majestad de esta vacante [...]
Actas capitulares de la Catedral de Orihuela, 2 de octubre de 1780

## Obra
No se conservan apenas composiciones de Martínez Lafós. En el archivo de la Catedral de Orihuela se conservan una misa de difuntos, dos salmos y un motete. En el Monasterio de El Escorial se encuentra una misa de réquiem, un juego de vísperas y un miserere.